# Handley Page Victor
Handley Page HP.80 Victor  byl britský čtyřmotorový proudový bombardér, vyvinutý a vyráběný firmou Handley Page Aircraft Company, který sloužil za studené války. Do služby přišel jako třetí a poslední představitel bombardérů třídy V po typech Vickers Valiant a Avro Vulcan. Victor byl vyvinut jako součást britského leteckého jaderného odstrašování. V roce 1968 byl vyřazen z jaderných misí po objevu únavových trhlin, které byly zhoršeny přijetím letového profilu RAF v nižších hladinách, aby se zabránilo zachycení letounů.
Několik strojů bylo upraveno pro strategický průzkum pomocí kombinace radaru, kamer a dalších senzorů. Vzhledem k tomu, že jaderné odstrašování převzaly v roce 1969 rakety Polaris ve službách Royal Navy, bylo mnoho ze zbývajících Victorů přestavěno na létající tankery. Během falklandské války byly Victory jako tankery nasazeny ve vzdušné logistické operaci k opakovanému doplňování paliva bombardérům Avro Vulcan během operace Black Buck, i na cestu zpátky.
Victor byl posledním z bombardérů třídy V, který byl vyřazen, přičemž poslední letoun dosloužil 15. října 1993. V roli tankování byl nahrazen stroji Vickers VC10 a Lockheed TriStar.

## Vývoj

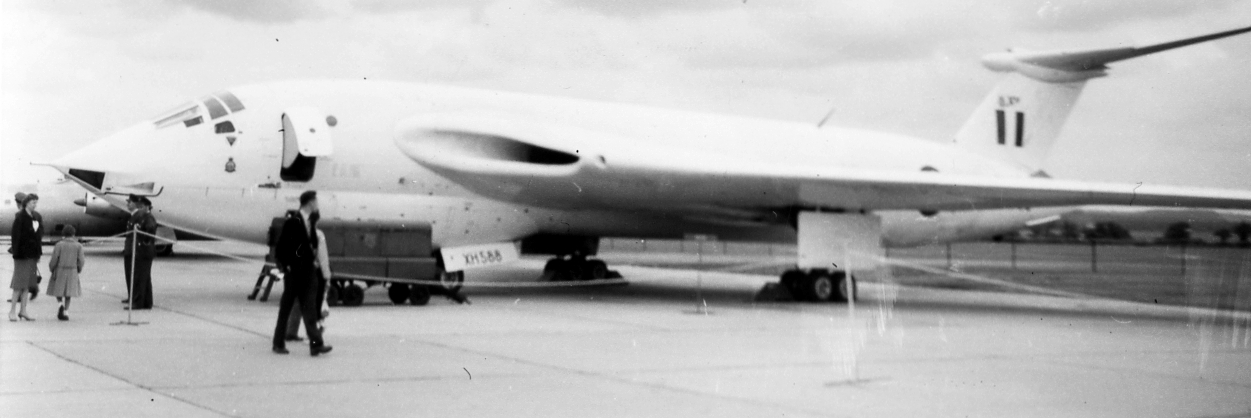
Victor B1A XH588 v roce 1959

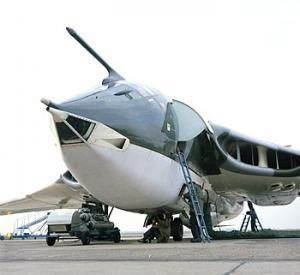
Příď stroje Victor B.2 (XL158)

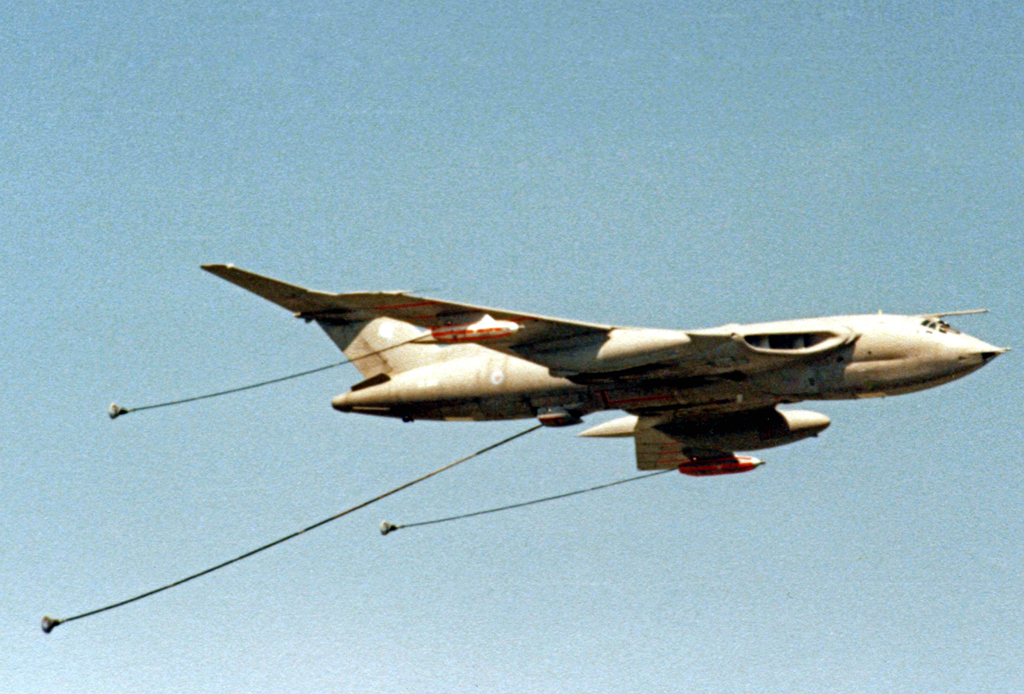
Victor K.2 z 55. perutě RAF v roce 1985

Stejně jako další dva bombardéry třídy V, i „Victor“ byl navržen k průnikům do vzdušného prostoru SSSR ve velkých výškách a vysokou rychlostí. Jeho hlavní zbraní se měly stát jaderné pumy svrhované volným pádem. Předpokládalo se, že stroje třídy V poletí výše a rychleji než stíhací letouny protivníka, které by měly proti nim zasahovat.
Konstrukce firmy Handley Page byla navržena na základě specifikací B.35/46 britského Ministerstva letectví. Pro to, aby letoun dosáhl požadovaných výkonů, mělo napomoci unikátní „srpkovité“ křídlo. Tento neobvyklý tvar nosné plochy původně navrhl německý aerodynamik Dr. Gustav Lachmann a dále rozpracoval Godfrey Lee, konstruktér firmy Handley Page. Hloubka srpkovitého křídla i úhel jeho šípu se od kořene směrem ke koncům snižuje ve třech postupných krocích. Tak je zajištěno konstantní Machovo číslo podél celého křídla, nedochází ke vzniku místních rázových vln, zvyšujících celkový odpor, a takto navržený letoun má potenciál dosáhnout vysoké cestovní rychlosti. Srpkovité křídlo mělo být vyzkoušeno ve třetinovém měřítku na kluzáku HP.87 a také na modifikovaném letounu Supermarine Attacker, označovaném HP.88. Při zkouškách ale kluzák HP.87 skončil havárií už během prvního letu a než byl dokončen HP.88, tvar křídla budoucího Victoru se změnil natolik, že získaná data nebylo možné považovat za dostatečně reprezentativní. I tak ale vývojové práce na HP.80 pokračovaly natolik úspěšně, že tyto ztráty a zpoždění prakticky neměly žádný negativní vliv na program vývoje bombardéru. Také konstrukce letounu využívala pokročilé materiály – sendvič, tvořený na povrchu dvěma hliníkovými pláty a vyplněný uvnitř vlnitým plechem.
Pro letové zkoušky byly postaveny dva prototypy, které obdržely sériová čísla WB771 a WB775. Victor vypadal na svoji dobu takřka futuristicky. Byl velmi promyšleně tvarován, jeho motory se vešly do silného kořene křídla těsně k trupu, srpkovitá vodorovná ocasní plocha se zřetelně patrným záporným úhlem nastavení a naopak velkým kladným vzepětím našla své místo na vrcholu silně šípovité směrovky (ocasní plochy tvaru „T“). Na rozdíl od Valiantu a Vulcanu, v nichž měli piloti zvláštní kabiny vystupující z obrysu trupu směrem vzhůru, celá osádka Victora byla umístěna v jedné úrovni a měla tak lepší vzájemný kontakt, nehledě na výhody z hlediska aerodynamiky a více prostoru pro kabiny letců. Specialitou Victoru byla i rozměrná „vana“, umístěná pod přídí trupu letounu a sahající zhruba na úroveň náběžné hrany křídla, obsahující radiolokátor pro zaměřování cílů, příďovou nohu podvozku a také nouzové místo pro bombometčíka, s náhradním optickým zaměřovačem. Stejně jako u obou dalších bombardérů třídy V, i v případě Victoru měli vystřelovací sedačky k dispozici výhradně piloti ; trojice operátorů zbraňových systémů dostala pouze malou pyrotechnickou složí nafukované polštáře, které jim měly pomoci dostat se ze sedadel a poškozený letoun opustit vstupními dveřmi na levé straně trupu před křídlem. Pro usnadnění seskoku za vysoké rychlosti byly dveře opatřeny mohutným deflektorem. Toto řešení, použité u všech letounů třídy V, se v praxi ukázalo krajně nešťastné a zapříčinilo naprosto zbytečné ztráty na životech operátorů zbraňových systémů.
První prototyp Victoru, sériové číslo WB771, vyrobila továrna Handley Page v Radlettu. Po ukončení zkoušek vybavení byl stroj částečně demontován a po silnici přepraven na letiště RAF Boscombe Down k letovým testům. Transport vyžadoval použití buldozerů, které vytvořily nové úseky silnic okolo překážek. Části letounu byly zakryty dřevěnou konstrukcí a plachtami s nápisy „GELEYPANDHY/SOUTHAMPTON“, což mělo vyvolat dojem přepravy lodního trupu. Slovo GELEYPANDHY vzniklo jako anagram z „Handley Page“, písmomalíř se ale během práce dopustil chyby a zaměnil A za druhé písmeno Y.
Prototypy HP.80 zaujaly dobrými výkony, ale současně se u nich projevilo mnoho drobných nedostatků v konstrukci, které vedly dokonce ke katastrofě stroje WB771 v červenci 1954. Zavěšení ocasních ploch pouze ve třech bodech neodolalo provoznímu zatížení, ve skutečnosti podstatně vyššímu, než konstruktéři předpokládali na základě výpočtů. Směrovka s výškovkou se za letu odlomila a letoun havaroval, přičemž celá osádka zahynula. Navíc, oba prototypy byly „těžké na ocas“, což se narychlo vyřešilo přidáním zátěže do přídí letounů. Sériové Victory měly z téhož důvodu prodlouženou příď. Tak se navíc posunuly únikové dveře operátorů zbraňových systémů do bezpečnější pozice, dál od vstupních kanálů motorů a křídla letounu. Ocasní část pak byla uchycena ve čtyřech bodech, což zajistilo dostatečnou pevnost spojení.

## Varianty

### Victor B.1

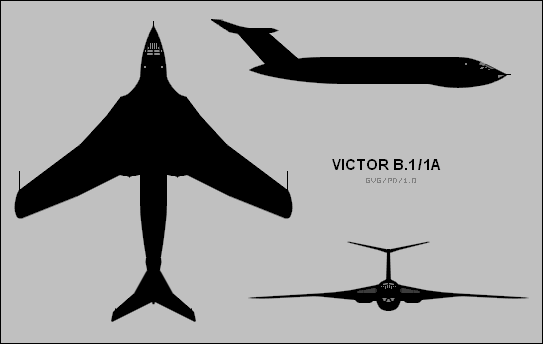
Třípohledový náčrt Victoru B.1

Sériové letouny Victor B.1 byly poháněny proudovými motory Armstrong Siddeley Sapphire ASSa.7 o statickém tahu 49 kN. Jejich hlavní zbraní byla jaderná puma „Yellow Sun“. 24 kusů bylo upraveno na standard B.1A montáží radiolokátoru „Red Steer“ varujícího před nepřátelskými letouny v zadní polosféře do ocasní části stroje, systému detektorů ozáření radary protivzdušné obrany a prostředků radioelektronického boje (ECM).

### Victor B.2

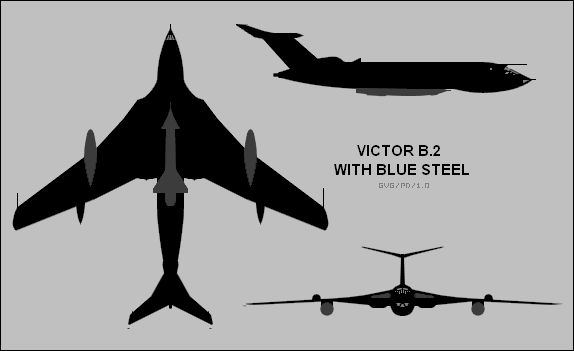
Třípohledový náčrt Victoru B.2

Verze B.2 představovala celkově zlepšený Victor, poháněný dvouproudovými motory Rolls-Royce Conway RCo.11 s tahem 76,8 kN. Nové motory vyžadovaly podstatné zvětšení a překonstruování vstupních otvorů v náběžné hraně kořenů křídla, které musely zajistit vyšší průtok vzduchu. Křídlo dostalo větší rozpětí a současně bylo vybaveno dvěma integrovanými podvěsy, někdy také nazývanými „Küchemannovy mrkve“. Tato tělesa doplňovala průřez letounu podle pravidla ploch a při vysokých podzvukových rychlostech výrazně redukovala vlnový odpor stroje. V pravé polovině křídla byla nově instalována pomocná energetická jednotka (APU) Blackburn Artouste, která umožnila letounu operovat nezávisle na pozemním vybavení (spouštět motory a systémy letounu). Díky ní bylo možné udržovat bombardéry ve stavu neustálé pohotovosti ke vzletu. Verze B.2 také dostala nad pilotní kabinu nástavec pro doplňování paliva za letu. Pod křídlem přibyly velké odhazovací přídavné nádrže a v kořeni svislé ocasní plochy se objevil kryt výkonnějších systémů pro radioelektronický boj (ECM), které navenek prozrazovaly i vstupy chladicího vzduchu, přezdívané „sloní uši“.
S tím, jak se taktika bombardérů změnila od útoku ve velkých výškách k pokusu o „podlétnutí“ obrany protivníka těsně u země, obdržely Victory dvoutónovou kamufláž, radar umožňující kopírování terénu a do kabiny displeje s rolujícími mapami. 21 strojů verze B.2 bylo upraveno na B.2(RS) montáží vylepšených motorů Conway Rco. 17 s tahem 91 kN a závěsníku pro jadernou střelu Avro Blue Steel. Uvažovalo se původně o amerických střelách AGM-48 Skybolt s plochou dráhou letu (každý stroj měl nést čtyři), ale jejich vývoj byl zrušen v roce 1963.

### Victor B.2 pro strategický průzkum
Devět letounů Victor B.2 bylo přestavěno k plnění úkolů strategického průzkumu. V této úloze nahradily typy Vickers Valiant, vyřazované z provozu kvůli únavovým lomům na křídle. Úprava spočívala v montáži kamer pro vzdušné snímkování, instalaci mapovacího radaru do pumovnice a na křídle se objevily vstupní otvory zachycovačů částic, uvolněných během jaderných testů.

### Tankovací Victory

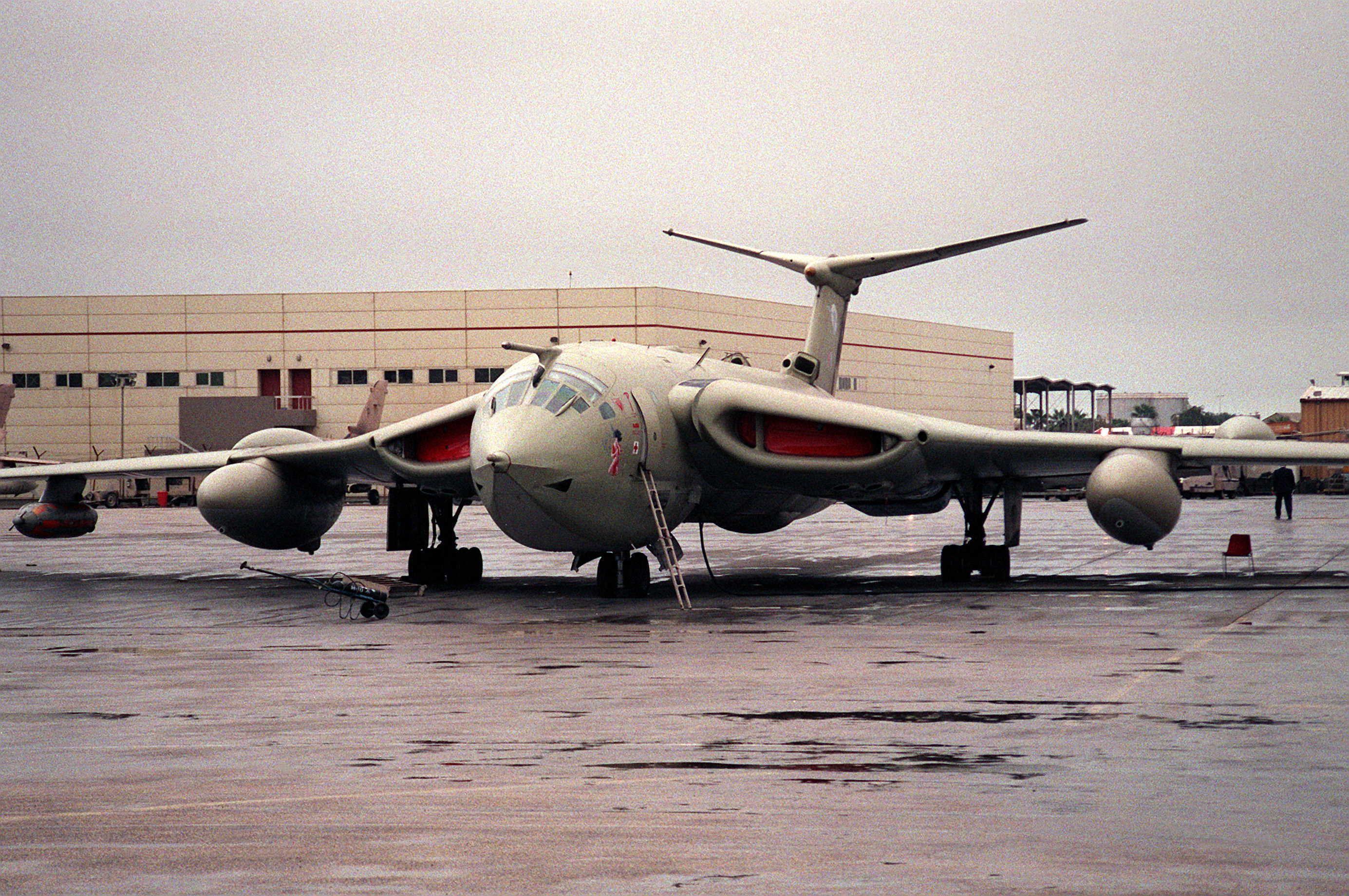
Victor K.2 během Války v Zálivu, Operace Pouštní bouře, 1991

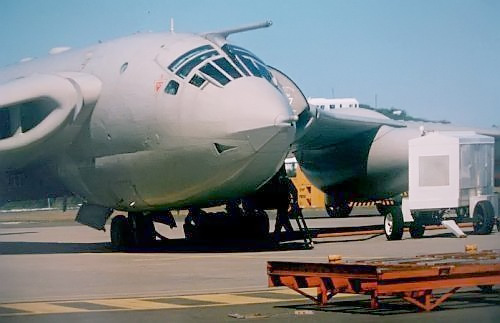
Operation Black Buck Victor XM717 RAF u terminálu civilního letiště Bermudy, 1985

Vyřazení flotily strojů Vickers Valiant způsobilo RAF kritický nedostatek letounů pro tankování paliva ve vzduchu. Řešení se našlo v podobě rekonstrukce Victorů verzí B.1/1A na tankovací letouny pro doplňování paliva ve vzduchu. Na šestici strojů B.1A byla instalována vždy dvojice plnicích zařízení britského systému s měkkou stabilizovanou hadicí (po jednom pod každou polovinou křídla). Tyto Victory přišly do služby jako verze B.1A(K2P). Dalších čtrnáct strojů B.1A a jedenáct B.1 bylo přestavěno mnohem radikálněji. Mimo dvojice tankovacích hadic pod křídlem se objevily ještě dodatečné nádrže paliva v pumovnici spolu s třetím plnicím bodem, takže stroje, označované K.1A nebo K.1, mohly doplňovat palivo třem letounům současně.
Zbývající Victory B.2 byly shledány jako méně vhodné k bombardovacím útokům v malých výškách ve srovnání se staršími Avro Vulcan. Panovaly určité obavy z odolnosti konstrukce Victoru za podmínek namáhání poryvy během rychlého letu těsně u země. (Tady se obrovskou výhodou bombardérů Vulcan stalo jejich extrémně pevné a odolné delta-křídlo.) Protože ve stejném období se primárními nosiči britské odstrašující jaderné síly staly balistické rakety UGM-27 Polaris odpalované z ponorek Royal Navy, stroje Victor B.2 byly náhle přebytečné. Z uvedených důvodů proběhla modifikace 24 kusů na tankovací verzi K.2, opět s nádržemi v pumovnici a systémem tří plnicích hadic. Podobně jako u K.1 / K.1A bylo i křídlo K.2 mírně upraveno pro snížení odporu. Tyto poslední verze tankovacích Victorů mohly nést až 41 tun paliva. Ve službě zůstaly do října 1993.

## Služba
Victor byl zařazen do služby jako poslední z bombardérů třídy „V“ a také jako poslední ze služby vyřazen, devět let po posledním Avro Vulcan (ačkoli Vulcany sloužily déle v roli bombardérů). Bojově létaly Victory během války o Falklandy (1982) a války v Perském zálivu (1991) jako stroje pro doplňování paliva za letu. Jediné ofenzivní bombardovací mise typu HP Victor uskutečnily dva stroje verze B.1A během konfliktu na Borneu, který probíhal v letech 1962-66.

## Nadzvukové lety Victorů

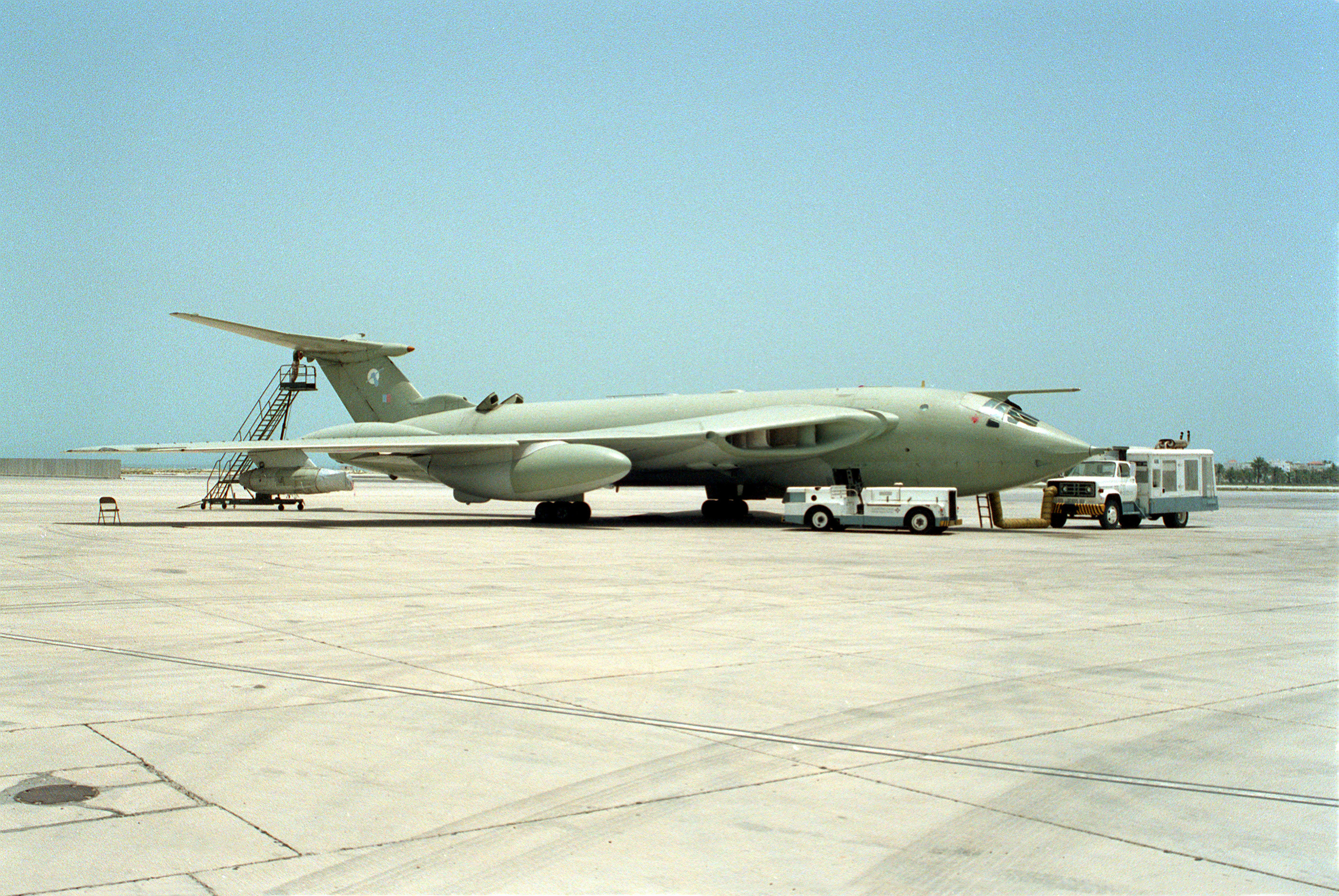
Victor K.2 v roce 1993

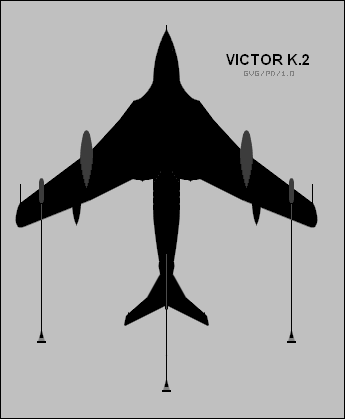
Pohled zdola na Victor K.2

HP Victor zůstává jedním z nejtěžších letounů, které kdy překročily rychlost zvuku (Ačkoli vždy to bylo při klesání.)
1. června 1956 sériový Victor XA917, řízený zkušebním pilotem Johnny Allamem, neočekávaně překonal zvukovou bariéru poté, co za režimu vysokého výkonu motorů Allam zlehka potlačil stroj do klesání. Palubní přístroje ukázaly dosažení Machova čísla 1.1, současně i pozorovatelé v prostoru Watford – Banbury zaslechli sonický třesk. Tehdy byl Victor největší letoun, který dosáhl nadzvukové rychlosti.
Mnohem drsnějším způsobem prokázal své nadzvukové schopnosti Victor, používaný k testům střely Avro Blue Steel na základně Woomera v Austrálii v období 1957–1965. Během rutinního letu došlo k poruše pravého rychloměru, který ale krátce ukazoval hodnotu Mach 1.03. Victor nebyl oficiálně navržen a schválen k nadzvukovým letům, proto systém automatické stabilizace poté, co obdržel uvedenou hodnotu z porouchaného rychloměru, převedl stroj do stoupání, aby tak letoun zpomalil. Současně i piloti se po kontrole dalších dvou rychloměrů v kokpitu rozhodli raději snížit rychlost přitažením řízení. Dva souhlasné zásahy vyústily do nebezpečného přetažení letounu, které vedlo až ke ztrátě vztlaku. Přetížení skokem kleslo z +5G na –3G, daleko za konstrukčními limity draku. Bombardér přešel do nekontrolovatelné ploché vývrtky za nadzvukové rychlosti a během dvaceti sekund klesl z výšky 46 000 stop (asi 13 800 m) do pouhých 16 000 stop (4 800 m). Naštěstí měl jeden z letců zkušenosti jako testovací pilot a napadlo jej vypustit brzdící padák, normálně používaný ke zpomalení po přistání. Padák se otevřel, ale během několika sekund došlo k jeho odtržení od letounu. I tak ale zapůsobil dostatečně velkou odporovou silou, aby spolu s energickým potlačením řízení oběma piloty umožnil převedení Victoru do vodorovného přímého letu a posléze i bezpečné přistání. Je třeba si uvědomit, že celý pád stroje o hmotnosti 80 tun se odehrál za méně než minutu a na palubě po celou dobu byla plně natankovaná střela Blue Steel.

## Počty vyrobených kusů
- Prototypy, postaveny dva kusy.

- Victor B.1 – Strategický bombardovací letoun. Postaveno 50 kusů.

- Victor B.1A – Verze B.1 dovybavená radarem Red Steer a prostředky elektronického boje (ECM). Vzniklo 24 kusů přestavbou z B.1

- Victor B.1A (K.2P) – Stroje pro doplňování paliva za letu, vybavené dvěma tankovacími hadicemi. 6 letounů vzniklo konverzí z B.1A.

- Victor BK.1 – Stroj pro doplňování paliva za letu, se třemi tankovacími hadicemi. Po demontování bombardovacího vybavení přeznačen jako K.1. 11 letounů vzniklo konverzí z B.1.

- Victror BK.1A - Obdoba BK.1, později značen K.1A. 14 kusů vzniklo konverzí z B.1A.

- Victor B.2 – Strategický bombardér. Postaveno 34 strojů.

- Victor B.2RS – Letoun upravený pro nesení střely Avro Blue Steel, s motory Rco.17 Conway 201. Vzniklo 21 kusů konverzí z B.2.

- Victor B(SR).2 – Letoun pro strategický průzkum. Konvertováno 9 strojů z verze B.2.

- Victor K.2 – Stroje pro doplňování paliva za letu.

## Specifikace (Victor B.1)

### Technické údaje
- Posádka: 5 (2 × pilot, 3 × operátor zbraňových systémů)
- Rozpětí: 36,58 m
- Délka: 35,05 m
- Výška: 8,57 m
- Nosná plocha: 223,5 m²
- Vzletová hmotnost: 75 000 kg
- Max. vzletová hmotnost: 83 900 kg
- Poměr tahu k hmotnosti: 0,27
- Pohonná jednotka:  4 × proudový motor Armstrong Siddeley Sapphire A.S.Sa.7
- Tah motoru: 49 kN

### Výkony
- Maximální rychlost: 1050 km/h
- Cestovní rychlost:
- Dostup: 14 900 m
- Dolet: 2400 km

### Výzbroj
dle verze :
- 15 750 kg pum (obvykle 35 kusů po 1000 lb, tj. 454 kg, případně jaderné pumy shazované volným pádem)
- 1 × střela Avro Blue Steel s jadernou hlavicí

## Uživatelé
- Spojené království (RAF)
  - 10. peruť RAF Pouze B.1
  - 15. peruť RAF Pouze B.1

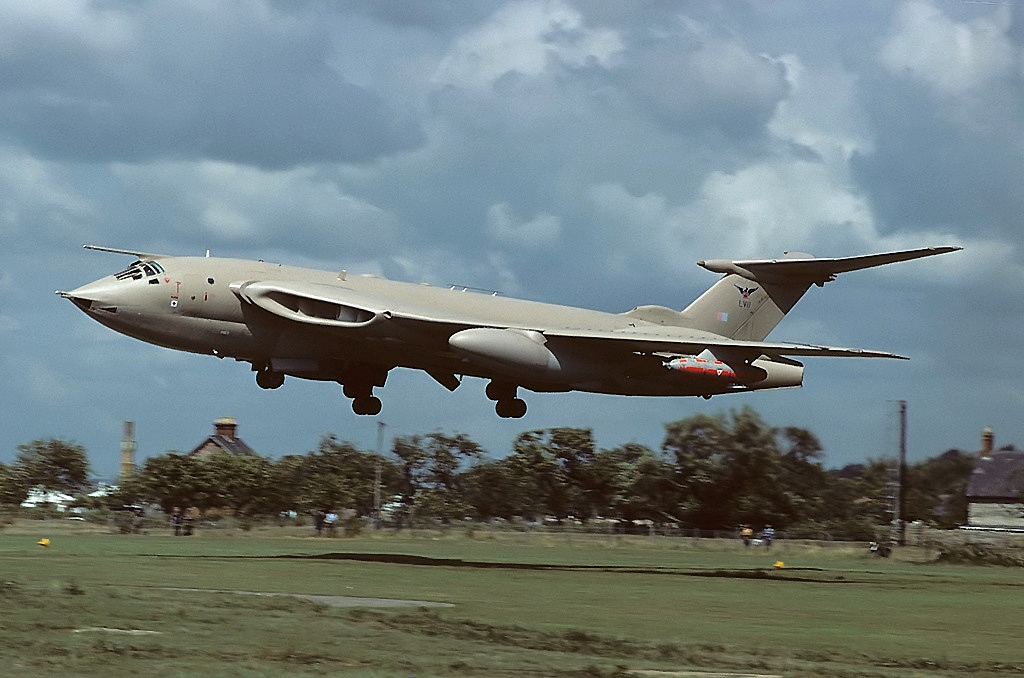
Přistávající Victor u Yeoviltonu, 1984

  - 55. peruť RAF Verze B.1, K.1, K.2
  - 57. peruť RAF Verze B.1, K.1, K.2
  - 100. peruť RAF Pouze B.2
  - 134. peruť RAF
  - 139. peruť (Jamaica) RAF Pouze B.2
  - 214. peruť RAF Pouze K.1
  - 543. peruť RAF Pouze B(SR).2
  - 232. OCU (Operational Conversion Unit RAF – Jednotka pro operační výcvik a přeškolování)
  - Radar Reconnaissance flight – Letka radarového průzkumu na základně RAF Wyton.

## Dochované exempláře
K roku 2007 se dochovalo pět kompletních Victorů, k tomu několik málo předních částí trupu s kabinou. Všechny jsou na území Velké Británie. Podle data výroby uvádíme :
Victor B.1A
- XH648 – Letoun verze B.1A v Imperial War Museum Duxford, Cambridgeshire. Jediný dochovaný stroj verze B.1 a současně jediný letoun s vybavením pro bombardování (Jasně viditelná jsou vrata pumovnice a pozice bombometčíka se zaměřovačem v proskleném výstupku pod přídí.)

Victor K.2
- XH672 - „Maid Marion“ – V Muzeu Royal Air Force na základně Cosford, Shropshire, v expozici věnované studené válce.
- XH673 – U vstupu na základnu RAF Marham, Norfolk. Připomínka poslední základny, z níž Victory vzlétaly.
- XL231 - „Lusty Lindy“ – V Yorkshire Air Museum, York. Prototyp konverze B.2 na K.2.
- XM715 - "Teasin' Tina" / "Meldrew" – V British Aviation Heritage Centre, Bruntingthorpe, Leicestershire

Letouny dostaly jména a malby na přídě nose art během Války v Zálivu, 1991. Z nich XL231"Lindy" a XM715 „Tina“ jsou udržovány v částečně použitelném stavu. Během významných výročí mohou být spouštěny jejich motory a osádky provádí rychlé pojíždění, zakončované brzděním pomocí vypuštěného padáku.

## Victor ve filmu
Letoun HP Victor si zahrál roku 1962 významnou roli v britském filmu „The Iron Maiden“. Několik záběrů předvádí pojíždění, vzlet, průlet a přistání s vypuštěním padáku. Ačkoli se jedná ve skutečnosti o bombardér, ve filmu představoval nadzvukový transatlantický dopravní letoun budoucnosti. Michael Craig hraje konstruktéra letounu, jehož největší láskou je jeho parní lokomotiva (Originální Fowler R3 z roku 1920, v roce 2007 stále v provozu.), a Alan Hale vystupuje jako ředitel aerolinek – potenciálního kupce letounu.